# 维克托·努涅斯
维克托·努涅斯（Victor Núñez，1980年4月15日—），是一名哥斯达黎加职业足球运动员，司职前锋，他出生于多米尼加，14岁移居到哥斯达黎加，并在2003年获得哥斯达黎加国籍。
他现在效力于哥斯达黎加足球甲级联赛球队埃雷迪亚诺体育，同时也是哥斯达黎加的成员。

## 俱乐部生涯
努涅斯的职业足球生涯开始于哥斯达黎加足球甲级联赛球队萨普里萨体育，1999年12月16日他第一次出场参加职业足球联赛 。他先后被萨普里萨体育租借到乙级联赛球队利蒙体育联盟和圣巴巴拉体育联盟。2000年10月12日，他在利蒙体育联盟打进职业生涯的第一个进球，在2000/01赛季，他取得20个进球，成为乙级联赛的最佳射手。
他在萨普里萨体育并没有得到充分的信任，2003年转会到萨普里萨体育的竞争对手阿拉胡埃伦斯体育。但在阿拉胡埃伦斯体育的第一个赛季没有获得出场的机会，随后一个赛季被租借到迦太基人体育。他在迦太基人体育表现抢眼，在2004/05赛季打进10球，而在2005/06赛季打进19球，并首次入选哥斯达黎加。
2006年世界杯足球赛后，努涅斯回归阿拉胡埃伦斯体育，成为球队的重要一员。2008年，他转会到利比里亚市政并帮助球队在2008-09赛季获得联赛冠军。2010年初他曾经来中超山东鲁能队试训，虽然表现出色，但最终却没有留下。回国后，努涅斯转会加盟哥斯达黎加最成功的俱乐部之一——埃雷迪亚诺体育。

## 国家队生涯
努涅斯在2003年获得哥斯达黎加国籍，2006年因在联赛的出色表现而入选哥斯达黎加国家队。2月11日，他首次代表国家队出场迎战韩国。在2006年世界杯足球赛，他入选哥斯达黎加队的名单,但没有在世界杯中出场。2007年9月12日，他在和加拿大的比赛中打进在国家队的首球。

## 国家队进球
| # | 日期           | 场地               | 对手     | 进球 | 比分 | 比赛               |
| - | -------------- | ------------------ | -------- | ---- | ---- | ------------------ |
| 1 | 2007年9月12日  | 加拿大多伦多       | 加拿大   | 1-0  | 1-1  | 友谊赛             |
| 2 | 2007年10月13日 | 萨尔瓦多圣萨尔瓦多 | 薩爾瓦多 | 1-0  | 2-2  | 友谊赛             |
| 3 | 2007年11月21日 | 巴拿马巴拿马城     | 巴拿马   | 1-1  | 1-1  | 友谊赛             |
| 4 | 2008年6月14日  | 格林纳达圣乔治     | 格瑞那達 | 2-2  | 2-2  | 2010年世界杯外围赛 |
| 5 | 2008年10月15日 | 哥斯达黎加圣何塞   | 海地     | 2-0  | 2-0  | 2010年世界杯外围赛 |